# Godspeed on the Devil’s Thunder
Godspeed on the Devil’s Thunder – ósmy album studyjny brytyjskiej grupy muzycznej Cradle of Filth. Nagrania odbyły się w studiu Backstage w Derbyshire. Jednym z gości na płycie jest córka Daniego Filtha, Luna. Bohaterem tekstów jest francuski arystokrata, Gilles de Rais, który żył w XV wieku. Album został wydany 20 października 2008 roku.
Nagrania dotarły do 48. miejsca zestawienia Billboard 200 w Stanach Zjednoczonych sprzedając się w nakładzie 11 tys. egzemplarzy w przeciągu tygodnia od dnia premiery.

## Lista utworów
Opracowano na podstawie materiału źródłowego.
| Nr  | Tytuł utworu                                         | Słowa      | Muzyka                                            | Długość |
| --- | ---------------------------------------------------- | ---------- | ------------------------------------------------- | ------- |
| 1.  | „In Grandeur and Frankincense Devilment Stirs”       | Dani Filth | Paul Allender, Mark Newby-Robson, Cradle of Filth | 2:27    |
| 2.  | „Shat Out of Hell”                                   | Dani Filth | Paul Allender, Mark Newby-Robson, Cradle of Filth | 5:03    |
| 3.  | „The Death of Love”                                  | Dani Filth | Paul Allender, Mark Newby-Robson, Cradle of Filth | 7:13    |
| 4.  | „The 13th Caesar”                                    | Dani Filth | Paul Allender, Mark Newby-Robson, Cradle of Filth | 5:35    |
| 5.  | „Tiffauges”                                          | Dani Filth | Paul Allender, Mark Newby-Robson, Cradle of Filth | 2:14    |
| 6.  | „Tragic Kingdom”                                     | Dani Filth | Paul Allender, Mark Newby-Robson, Cradle of Filth | 5:59    |
| 7.  | „Sweetest Maleficia”                                 | Dani Filth | Paul Allender, Mark Newby-Robson, Cradle of Filth | 5:59    |
| 8.  | „Honey and Sulphur”                                  | Dani Filth | Paul Allender, Mark Newby-Robson, Cradle of Filth | 5:37    |
| 9.  | „Midnight Shadows Crawl to Darken Counsel with Life” | Dani Filth | Paul Allender, Mark Newby-Robson, Cradle of Filth | 8:58    |
| 10. | „Darkness Incarnate”                                 | Dani Filth | Paul Allender, Mark Newby-Robson, Cradle of Filth | 8:55    |
| 11. | „Ten Leagues Beneath Contempt”                       | Dani Filth | Paul Allender, Mark Newby-Robson, Cradle of Filth | 4:58    |
| 12. | „Godspeed on the Devil’s Thunder”                    | Dani Filth | Paul Allender, Mark Newby-Robson, Cradle of Filth | 5:36    |
| 13. | „Corpseflower”                                       | Dani Filth | Paul Allender, Mark Newby-Robson, Cradle of Filth | 2:41    |
|     |                                                      |            |                                                   | 1:11:15 |

| CD 2 – bonus | CD 2 – bonus                                                                                   | CD 2 – bonus |
| Nr           | Tytuł utworu                                                                                   | Długość      |
| ------------ | ---------------------------------------------------------------------------------------------- | ------------ |
| 1.           | „Balsamic and Anathema”                                                                        | 6:05         |
| 2.           | „A Thousand Hands on the Maid of Ruin”                                                         | 8:04         |
| 3.           | „Into the Crypt of Rays (cover Celtic Frost)”                                                  | 4:10         |
| 4.           | „Devil to the Metal”                                                                           | 6:17         |
| 5.           | „Courting Baphomet”                                                                            | 5:17         |
| 6.           | „The Love of Death (remix)”                                                                    | 5:13         |
| 7.           | „The Death of Love (demo)”                                                                     | 7:16         |
| 8.           | „The 13th Caesar (demo)”                                                                       | 5:27         |
| 9.           | „Dirge Inferno (live at Electric Factory, Philadelphia, Pennsylvania, 31 October 2007)”        | 6:45         |
| 10.          | „Dusk and Her Embrace (live at Electric Factory, Philadelphia, Pennsylvania, 31 October 2007)” | 5:46         |
|              |                                                                                                | 1:00:20      |

| Promo singel – Honey and Sulphur | Promo singel – Honey and Sulphur | Promo singel – Honey and Sulphur | Promo singel – Honey and Sulphur                  | Promo singel – Honey and Sulphur |
| Nr                               | Tytuł utworu                     | Słowa                            | Muzyka                                            | Długość                          |
| -------------------------------- | -------------------------------- | -------------------------------- | ------------------------------------------------- | -------------------------------- |
| 1.                               | „Honey and Sulphur”              | Dani Filth                       | Paul Allender, Mark Newby-Robson, Cradle of Filth | 5:38                             |

| Promo singel – The Death of Love | Promo singel – The Death of Love | Promo singel – The Death of Love | Promo singel – The Death of Love                  | Promo singel – The Death of Love |
| Nr                               | Tytuł utworu                     | Słowa                            | Muzyka                                            | Długość                          |
| -------------------------------- | -------------------------------- | -------------------------------- | ------------------------------------------------- | -------------------------------- |
| 1.                               | „The Death of Love”              | Dani Filth                       | Paul Allender, Mark Newby-Robson, Cradle of Filth | 5:22                             |

## Twórcy
Opracowano na podstawie materiału źródłowego.
| Zespół Cradle of Filth w składzie - Dani Filth – wokal prowadzący, słowa - Paul Allender – gitara rytmiczna, gitara prowadząca, muzyka - Dave Pybus – gitara basowa - Martin „Marthus” Škaroupka – perkusja Dodatkowi muzycy - Luna Scarlett Davey, Doug Bradley, Carolyn Gretton, Sarah Jezebel Deva, Stephen Svanholm – wokal - Night Time Choirs - Carolyn Gretton, Elissa Devins, Julie Devins, Laura Willgoose - Leanne Harrison, Liz Willgoose, Rachel Marshall-Clarke, Tonya Kay | Nagrania - Andy Sneap – inżynieria dźwięku, produkcja muzyczna, miksowanie, mastering - Scott Atkins – inżynieria dźwięku - Doug Cook – inżynieria dźwięku, produkcja muzyczna - Mark Newby-Robson – instrumenty klawiszowe, orkiestracje, muzyka - Daragh McDonagh – zdjęcia - David Ho – oprawa graficzna - Travis Smith – oprawa graficzna |

## Wydania
| Rok  | Nr katalogowy | Format            | Wytwórnia          | Region                   | Źródło |
| ---- | ------------- | ----------------- | ------------------ | ------------------------ | ------ |
| 2008 | 1686 179232   | CD, Album         | Roadrunner Records | Kanada                   | [ 10 ] |
| 2008 | 1686 179231   | 2xLP, Album       | Roadrunner Records | Stany Zjednoczone        | [ 10 ] |
| 2008 | RR 7925-2     | CD, Album         | Roadrunner Records | Kanada                   | [ 10 ] |
| 2008 | RR 7923-2     | CD, Album         | Roadrunner Records | Niemcy                   | [ 10 ] |
| 2008 | RR PROMO 1071 | CDr, Album, Promo | Roadrunner Records | Niemcy                   | [ 10 ] |
| 2008 | RR7923-5      | 2xCD, Album, Dig  | Roadrunner Records | Europa Stany Zjednoczone | [ 10 ] |
| 2008 | RR 7923-5     | 2xCD, Album, Dig  | Roadrunner Records | Australia                | [ 10 ] |

## Listy sprzedaży
| Lista                   | Kraj              | Pozycja |
| ----------------------- | ----------------- | ------- |
| Billboard 200           | Stany Zjednoczone | 48      |
| Sverigetopplistan       | Szwecja           | 49      |
| Ultratop 50             | Belgia            | 55      |
| MegaCharts              | Holandia          | 53      |
| Suomen virallinen lista | Finlandia         | 24      |
| SNEP                    | Francja           | 64      |
| Media Control Charts    | Niemcy            | 37      |
| UK Albums Chart         | Wielka Brytania   | 73      |
| ARIA Charts             | Australia         | 46      |
| Schweizer Hitparade     | Szwajcaria        | 56      |
| Ö3 Austria Top 40       | Austria           | 53      |